# Ebro Foods
Pour les articles homonymes, voir Ebro (homonymie).
Ebro Foods SA, anciennement Ebro Puleva, est l'entreprise leader dans le secteur de la transformation alimentaire espagnole.

Le siège de la société se trouve à Madrid en Espagne.
Ebro Foods est le plus grand négociant de riz au monde  et le deuxième plus grand producteur de pâtes (la marque Panzani est le leader du marché en France ).

## Historique

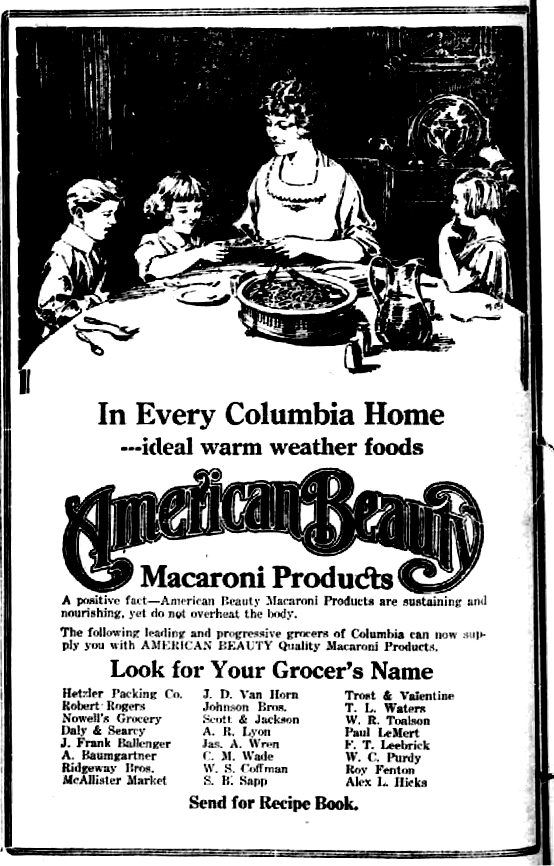
Pub pour American Beauty Macaroni, d'un journal de 1922.

En 2005, Ebro Foods rachète le Panzani, comprenant les marques Panzani, Taureau ailé, Lustucru (riz et produits frais uniquement) et Ferrero (semoule).
Ebro Foods, sous le nom de Ebro Puleva, était auparavant le plus grand fabricant de produits laitiers à valeur ajoutée en Espagne, mais en mars 2010, il vend cette unité d'affaires au groupe français Lactalis pour 630 millions d'euros.

Il a été le plus important producteur de sucre en Espagne avant la cession de cette division à British Sugar, filiale de Associated British Foods en 2009.
En juin 2021, Ebro Foods annonce la vente des marques Panzani et Ferrero au fonds d'investissement CVC Capital Partners pour 550 millions d'euros.

## Activité
Ebro Foods est présent dans 25 pays à travers le monde.
Ebro Foods est propriétaire de deux filiales en Amérique du Nord. L'une d'elles est Riviana Foods, basée à Houston, au Texas, producteur de produits alimentaires à base de riz, comprenant les marques Mahatma, Success, Minute Rice, Water Maid et plusieurs marques privées (MDD) . L'autre filiale est New World Pasta, producteur de Ronzoni, San Giorgio et d'autres produits.
La société possède également la filiale Puleva Biotech, qui s'engage dans la recherche et le développement de nouveaux produits alimentaires fonctionnels.

Dans un autre domaine, elle possède une entreprise de production de biocarburants en collaboration avec Abengoa.
Les actions de la société sont inscrites à la Bourse de Madrid à l'indice Ibex 35 comme faisant partie des éléments blue chip depuis janvier 2010.

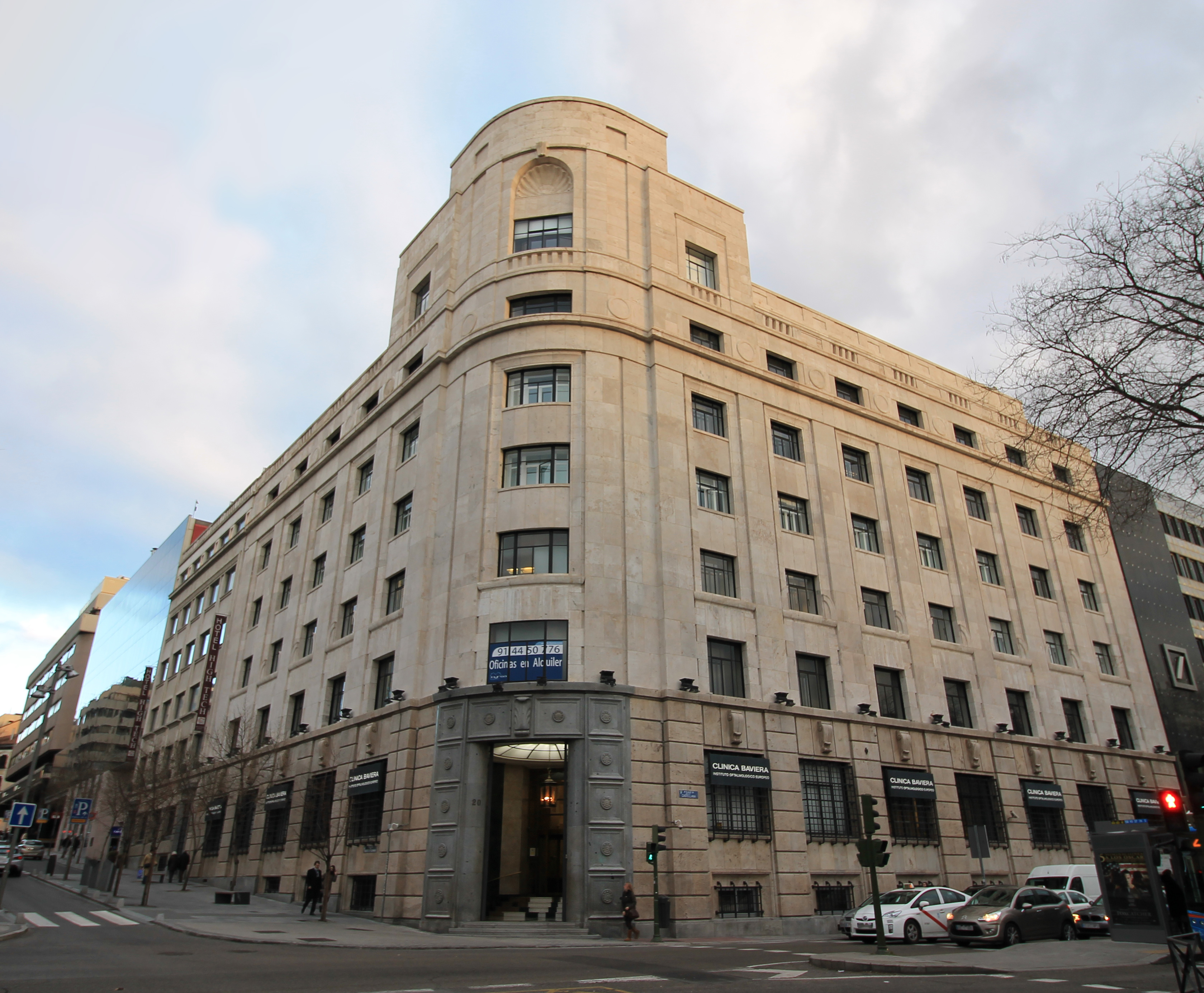
Siège social (Madrid).

## Marques du groupe
| - 3 Glocken - Abu Bint - Adolphus - American Beauty - Arotz - Arroz Rocío - Birkel - Blue Ribbon - Boss - Bosto - Brillante - Carolina - Casi - Catelli - Celnat - Chinatown | - Comet - Creamette - Daawat - Double Phoenix - El Mago - Gourmet House - Garofalo France - La Cigala - La Fallera - Lancia - Lassie - Light’n’Fluffy - Lustucru Sélection - Mahatma - Minute - Minuto | - Miura - Müwe - Nudel Up - Olivieri - Oryza - P&R Procino-Rossi - Panzani (jusqu’en 2021) - Peacock - Prince - Reis-Fit - Riceland - Ris-Fix - Risella - River - Ronzoni - Saludaes | - San Giorgio - Schüle Gold - Sello Rojo - Skinner - SOS - Splendor - Success Rice - Sunrich - Taureau ailé - WaterMaid |